# Otto Grashof
Otto Ernst Friedrich Grashof, auch Grashoff (* 12. Juni 1812 in Prenzlau; † 23. April 1876 in Köln), war ein deutscher Porträt-, Historien-, Genre-, Tier- und Landschaftsmaler der Düsseldorfer Schule. Als Reisemaler besuchte er 1838 bis 1845 das Kaiserreich Russland und 1852 bis 1857 Südamerika.

## Leben
Otto Grashof wurde als Kind der Eheleute Karl Friedrich August Grashof (1770–1841), eines evangelischen Theologen und preußischen Schulrats, und seiner Frau Dorothea in Prenzlau (Uckermark) geboren. Am Lyzeum Prenzlaus bekleidete der Vater den Posten des Konrektors, ehe er zur Teilnahme an der Völkerschlacht bei Leipzig den Militärdienst antrat. Seit 1814 lebte die Familie in Aachen, wo der Vater beim Generalgouvernement Nieder- und Mittelrhein die Reorganisation des Unterrichtswesens in den von Preußen besetzten Rheinlanden beaufsichtigte. 1815 oder 1816 zog die Familie nach Köln. Dort erhielt der Vater eine Stelle als Konsistorial- und Schulrat sowie 1820 die Leitung der Karmeliten-Schule, die 1825 zum Gymnasium erhoben wurde und 1830 den Namen Friedrich-Wilhelm-Gymnasium erhielt.

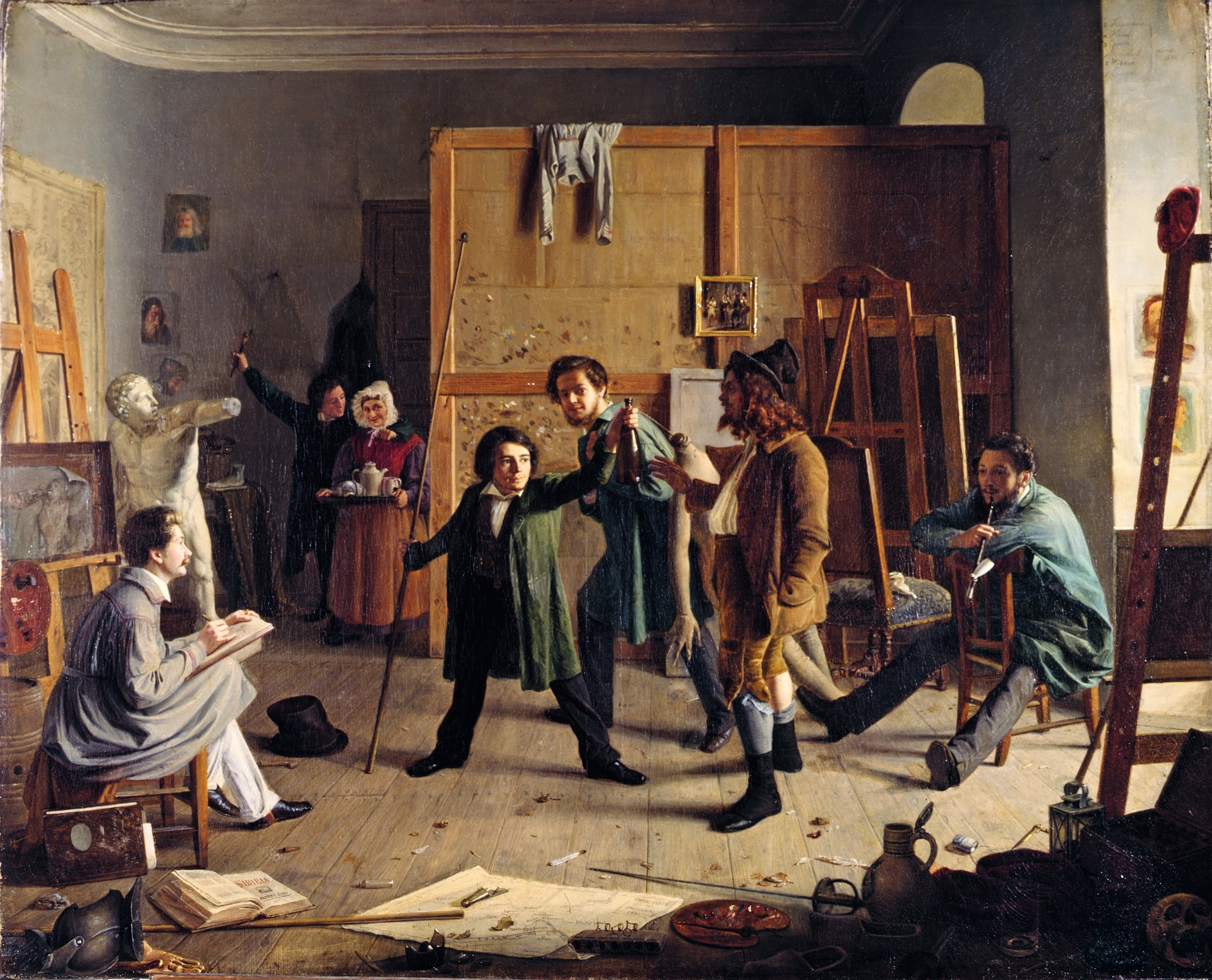
Atelierszene, Gemälde von Johann Peter Hasenclever, 1836 – links: Otto Grashof als Zeichner der Szene

Nach Mal- und Zeichenunterricht, der er in Köln bei Franz Katz und Christian Kuntze (1761–1832) erhalten hatte, studierte Grashof von 1826 bis 1837 an der Kunstakademie Düsseldorf Malerei, unterbrochen in den Jahren 1829 bis 1832 durch einen Aufenthalt im Atelier des Malers Karl Wilhelm Wach in Berlin. In Düsseldorf war sein wichtigster Lehrer der Historienmaler Theodor Hildebrandt. Im Malermilieu der Stadt verkehrte er gerne im Kreise des Genremalers Johann Peter Hasenclever, der ihn 1836 in dem Bild Atelierszene porträtierte.
1838 reiste Grashof nach Sankt Petersburg. 1841 bis 1843 lebte er in Moskau, wo er Porträts der Oberschicht malte. Anschließend lebte er wieder in Sankt Petersburg. Mehrere seiner Bilder gelangten in die Sammlung des Zaren Nikolaus I. 1845 zog er wieder nach Berlin. Dort kam er über Peter von Cornelius in Kontakt mit dem hochangesehenen Wissenschaftler Alexander von Humboldt, der um 1800 Lateinamerika bereist hatte. Dieser inspirierte ihn, eine Reise nach Südamerika zu unternehmen. 1848 präsentierte Grashof auf der Berliner Akademie-Ausstellung einige Bilder, die Erfahrungen seiner Russlandreise reflektierten.
1852 fuhr Grashof nach Spanien und von dort aus nach Buenos Aires. Der in Argentinien tobende Unabhängigkeitskrieg enttäuschte ihn. 1853 ging er nach Montevideo, wo er auf den Entdecker Paul Wilhelm von Württemberg traf, welcher ihn animierte, Chile zu besuchen. Dorthin reiste er im Oktober 1853. Nach einem Jahr und drei Monaten, in denen er die Zeit in Gesellschaft deutscher Geschäftsleute und Diplomaten sowie von Persönlichkeiten des Landes zugebracht hatte, brach er 1855 nach Brasilien auf, dessen Natur und Kultur ihn faszinierte. Insbesondere beeindruckte ihn die Kultur der schwarzen Sklaven, ihre Musik, ihre Tänze, ihre Kleidung und ihre religiösen Feiern. Sein malerisches Interesse weckten außerdem die Landschaften des Dschungels und die indianische Urbevölkerung. Dreimal bestieg er den Corcovado in Rio de Janeiro, auch den Strand von Botafogo hielt er zeichnerisch fest. In Rio de Janeiro traf er Ferdinand Pettrich, den Hofbildhauer des brasilianischen Kaisers Peter II. 1857 kehrte Grashof nach Köln zurück, nachdem er auf der Rückreise Madeira, Lissabon, Paris, Brüssel und Antwerpen besucht hatte. Eine tiefe Enttäuschung erfasste ihn, als er erkannte, dass seinen Bildern mit südamerikanischen Motiven kaum Interesse zuteilwurde. 1861 erblindet widmete er sich anschließend mit wechselndem Erfolg einer schriftstellerischen Tätigkeit. Seine Frau Luise Lambertine, geb. Kaulhausen (1840–1894), schrieb dabei auf, was er ihr diktierte. 1864 erschienen Grashofs südamerikanische Reiseberichte mit Illustrationen nach seinen Originalzeichnungen in der von Karl Andree herausgegebenen Zeitschrift Globus.
Grashof führte den Titel „kaiserlich russischer und brasilianischer Hofmaler“. Grashofs Neffe war der Ingenieur und Hochschullehrer Franz Grashof.

## Werke (Auswahl)

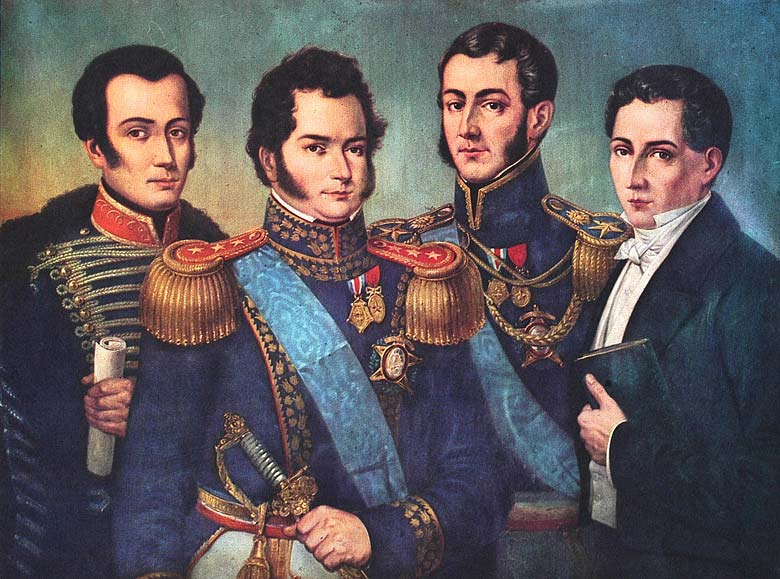
Die Gründer Chiles (José Miguel Carrera, Bernardo O’Higgins, José de San Martín und Diego Portales Palazuelos), 1854

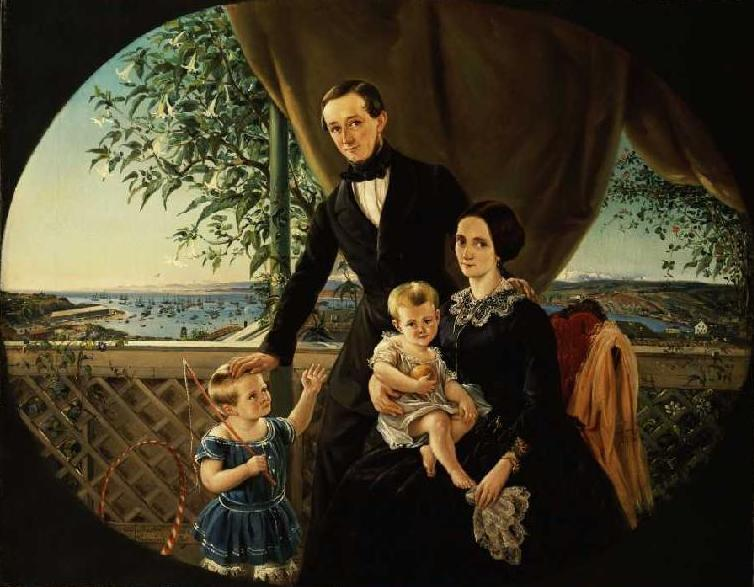
Familie auf der Terrasse über Valparaíso, 1854

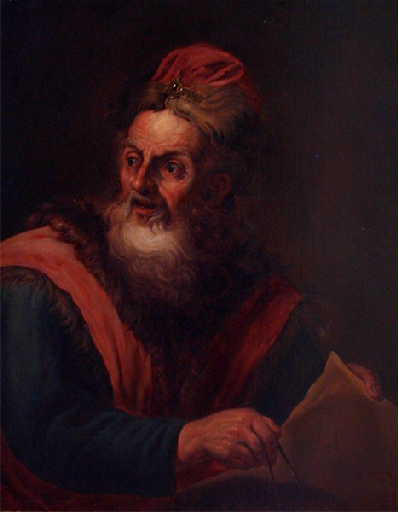
Magellan

### Bilder
- Bildnis der Eltern des Künstlers in der Laube, Öl auf Leinwand (86,5 × 71 cm), 1832, Museum Kunstpalast[2]
- Franz Ittenbach, Öl auf Leinwand (36 × 29 cm), um 1833[3]
- Luther wirft sein Tintenfass auf Satan, ausgestellt in der Düsseldorf Gallery, New York
- Wassili der Große
- Pferde, von Wölfen verfolgt
- Kosaken zu Pferde, Öl auf Leinwand (146,5 × 103 cm), 1840
- Winterlandschaft mit gefallenem Soldaten und Wölfen, Öl auf Leinwand (102,5 × 86,5 cm), Moskau 1843
- Bärenhetze, Öl auf Leinwand (109 × 148 cm), Moskau 1843[4]
- Die Gründer Chiles, 1854
- Familie auf der Terrasse über Valparaíso, 1854
- Cuesta del prado, Valparaiso (Landschaft mit Kordillerenkette), Öl auf Leinwand (41,5 × 68 cm), November 1854
- Brasilianische Landschaft bei Rio de Jainero, Öl auf Leinwand (66 × 100 cm), 1856
- Magellan (Retrato de Fernando Magalhães), 1859 ausgestellt im Salon de Paris[5][6]

### Schriften
- Grashoff’s Reise von Buenos Ayres durch die argentinischen Pampas und über die Cordillere nach Copiapo in Chile. In: Karl Andree (Hrsg.): Globus. Illustrirte Zeitschrift für Länder- und Völkerkunde. Fünfter Band, Verlag des Bibliographischen Instituts, Hildburghausen 1864, S. 1 (Digitalisat)
- Grashof’s Reise von Rio Janeiro über Bahia nach Madeira. In: Karl Andree (Hrsg.): Globus. Illustrirte Zeitschrift für Länder- und Völkerkunde. Fünfter Band, Verlag des Bibliographischen Instituts, Hildburghausen 1864, S. 201 (Digitalisat)